# Luzillé
Luzillé ist eine französische Gemeinde mit 1.453 Einwohnern (Stand: 1. Januar 2022) im Département Indre-et-Loire in der Region Centre-Val de Loire; sie gehört zum Arrondissement Loches und zum Kanton Bléré. Die Einwohner werden Luzillois und Luzilloises genannt.

## Geografie
Luzillé liegt in der historischen Provinz Touraine (auch Jardin de la France genannt), etwa 31 Kilometer ostsüdöstlich von Tours. Umgeben wird Luzillé von den Nachbargemeinden Civray-de-Touraine und Francueil im Norden, Épeigné-les-Bois im Osten, Le Liège im Südosten, Genillé im Süden, Saint-Quentin-sur-Indrois im Südwesten, Sublaines im Westen sowie Bléré im Nordwesten.
Durch die Gemeinde führt die Autoroute A85.

## Bevölkerungsentwicklung
| Jahr                      | 1962 | 1968 | 1975 | 1982 | 1990 | 1999 | 2006 | 2013 | 2020 |
| Einwohner                 | 1011 | 878  | 739  | 691  | 737  | 769  | 881  | 923  | 957  |
| Quelle: Cassini und INSEE |      |      |      |      |      |      |      |      |      |

## Sehenswürdigkeiten
- Menhir mit Wetzrille, genannt „Der Stein Saint-Martin“, seit 1952 als Monument historique klassifiziert
- Kirche Sainte-Lucie aus dem 12. Jahrhundert, umgestaltet im 15. Jahrhundert
- Schloss Brosse aus dem 19. Jahrhundert

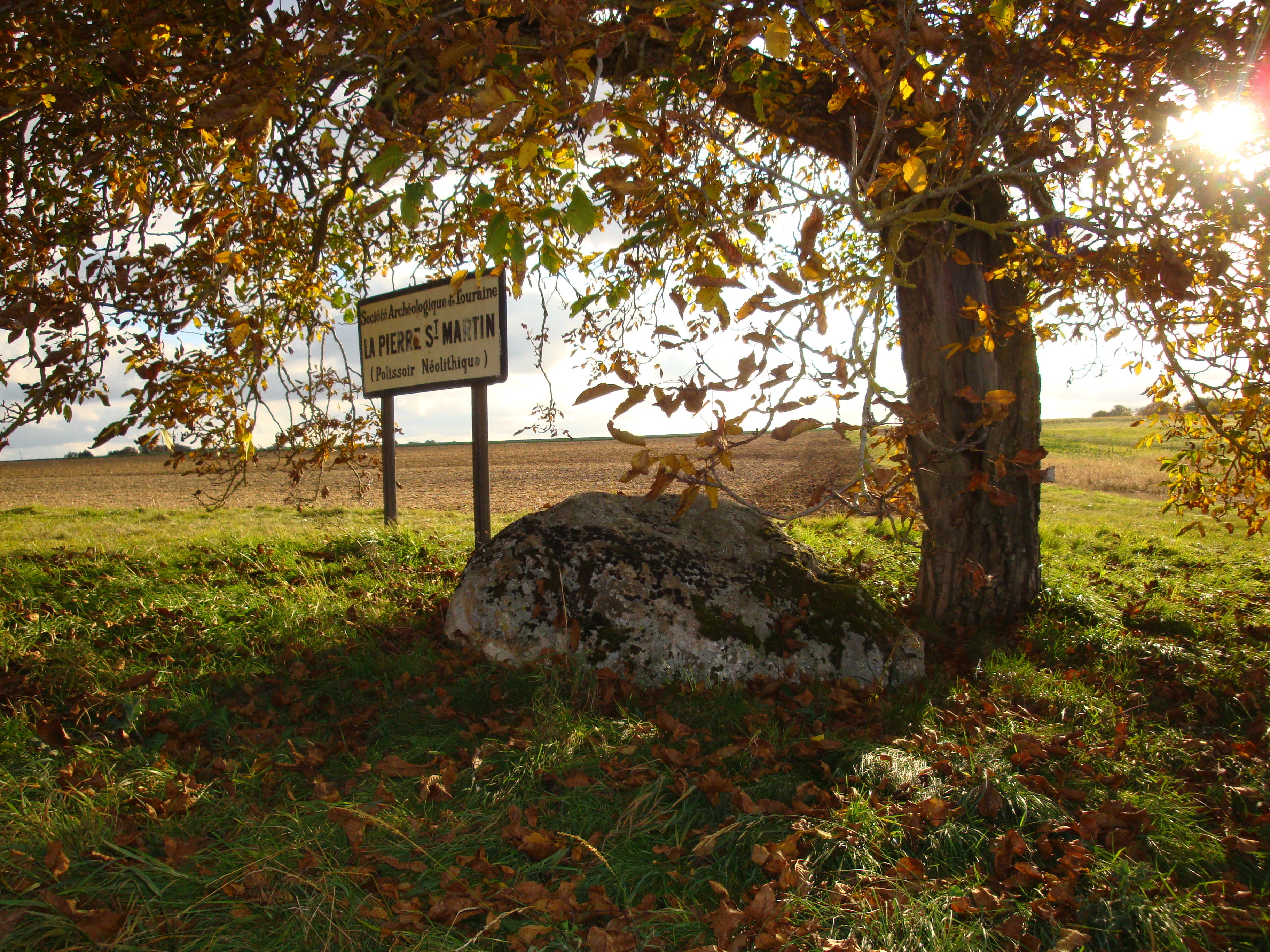
Menhir Saint-Martin